# Ovaal venster
Het ovale venster (fenestra vestibuli)  is een membraan dat de scheiding vormt tussen het middenoor en het binnenoor. De stijgbeugel geeft het opgevangen geluid als mechanische trillingen door aan het ovale venster.